# Jan Chládek
Jan Chládek (1742 Slaný – 25. leden 1788 Turnov) byl český barokní sochař a medailér. Jako autor církevních soch a plastik, oltářů, miniatur ze dřeva a slonové kosti působil v Turnově, Podkrkonoší a Českém ráji.

## Život
Pocházel ze Slaného a do oblasti Podkrkonoší se dostal jako tovaryš, který vyrazil na vandr. Zakotvil v řezbářské a truhlářské dílně rodiny Černovického mistra. Zde se zamiloval do Kateřiny, která byla dcerou mistra. Dívku přivedl do jiného stavu a než mu vrchností byla vydána patřičná povolení, narodil se mu jako dvacetilému syn Jan, pozdější sochař Jan Chládek mladší. Oženil se až za půl roku poté, což bylo v 18. století poněkud mimořádnou událostí, když si jeho nastávající tchán spočítal, že se jedná o talentovaného sochaře, který je schopný jeho dceru ekonomicky zabezpečit. Chládek pracoval v místním regionu pro Desfourse i hraběte Valdštejna.
Poblíž Vysokého nad Jizerou vytvořil sochu sv. Josefa, která je však nedokončená. Zadal ji u Chládka vysocký měšťan Jakub Nečásek, který prý rušil v kostele při kázání jako úkon na odčinění tohoto chování.
Chládek zemřel ve věku 46 pravděpodobně na silikózu plic.